# Masacre de Monroyo
La masacre de Monroyo, conocida también como la saca de Monroyo, consistió en la ejecución extrajudicial de un grupo de personas sospechosas de colaborar con la guerrilla antifranquista por parte de agentes de la Guardia Civil, el 11 de noviembre de 1947. Las víctimas fueron entre seis y ocho habitantes de varias localidades turolenses, que fueron sacados de la cárcel de Alcañiz y asesinados en un punto de carretera cercano a una explotación agrícola de Monroyo.

## Antecedentes

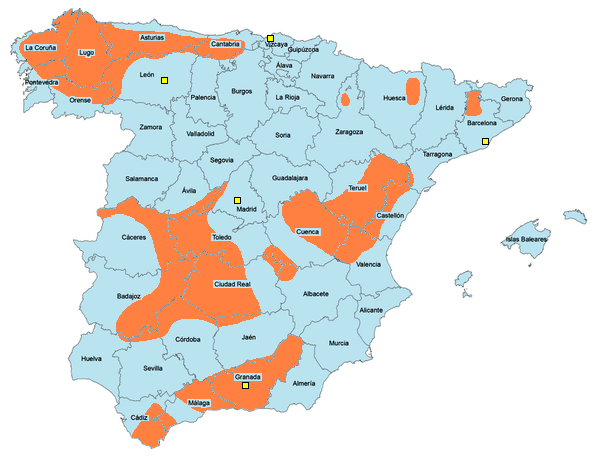
Áreas de actuación del maquis.

Durante la guerra civil y sobre todo tras la victoria franquista en 1939, los «huidos» constituyeron en diversos puntos de España movimientos guerrilleros con el ánimo de obstruir la consolidación de la dictadura de Francisco Franco y, en última instancia, derrocarla. A la vez, el exilio republicano en Francia se vio sorprendido por el estallido de la Segunda Guerra Mundial, y al producirse la ocupación del país galo por las fuerzas del Eje, muchos excombatientes pasaron a engrosar las filas de la resistencia francesa, considerando aquella lucha un preludio de la batalla por la liberación de España.
En el transcurso de la conflagración global y cada vez más cercana la desaparición de los estados del Eje, los republicanos españoles vieron crecer sus expectativas de una intervención aliada contra Franco. Así, se incrementaron las actividades del maquis y se lanzó en 1944 la invasión del Valle de Arán, que pese a su fracaso no hizo decaer la moral de las partidas que organizaban los anarquistas, el Partido Comunista de España y el Partido Socialista Obrero Español. La dictadura replicó con un recrudecimiento de la represión en las zonas afectadas por aquellas y la promulgación de la Ley de Bandidaje y Terrorismo.
En la provincia de Teruel, la insurgencia republicana era desempeñada por la comunista Agrupación guerrillera de Levante y Aragón (AGLA), organización que alcanzó su cenit en 1947, cuando sus operaciones de asalto y sabotaje en las vías férreas dieron paso al ataque directo contra las fuerzas de seguridad franquistas. Así, el 28 de septiembre de aquel mismo año decidieron vengar el asesinato de una esposa y madre de partisanos con una incursión nocturna sobre la localidad de Gúdar, en la que se detonaron varias cargas explosivas en la casa cuartel de la Guardia Civil, que causaron la muerte tanto de seis agentes como de la esposa y la hija de un cabo, y resultaron asesinados otros ocho civiles.
La represalia gubernamental llegó el 2 de octubre en forma de saca de presos, con el fusilamiento de 12 personas en Alcalá de la Selva y 11 en Mora de Rubielos, reos de la prisión de Aliaga en el primer caso y vecinos de Gúdar en el segundo. El responsable de esta matanza fue el general Manuel Pizarro Cenjor, quien había recibido en julio el Gobierno civil y la Comandancia de la Guardia Civil en Teruel e inmediatamente proclamado en el territorio el estado de excepción mediante la declaración de «zona de guerra», con el objetivo de contrarrestar el auge de la guerrilla. Pizarro había desempeñado con éxito en aquella misma labor en Granada y León, y su nombramiento llegó paralelo a una dotación de mejores medios y mayores efectivos para las fuerzas militares y policiales.

## La masacre
A la hora de reconstruir los hechos del 11 de noviembre de 1947, las familias de las víctimas se han encontrado en muchas ocasiones con dificultades de acceso a documentación relativa al caso e incluso la inexistencia de la misma, de forma que el relato que ha podido ser expuesto finalmente acerca de las ejecuciones y el paradero de los asesinados depende en gran medida de declaraciones recogidas de las propias familias y de testigos presenciales –historia oral–.
En octubre de 1947 se produjeron varias detenciones en el marco de las operaciones auspiciadas por el general Pizarro contra el entorno de apoyo del maquis. El 18 del mencionado mes, fueron arrestados en La Cañada de Verich el maestro de obras José Mir Pastor y el agricultor Aurelio Boj Guasch, ambos originarios de La Ginebrosa, aunque solo seguía residiendo allí en el momento de la detención el primero, al que le era asimismo conocida su ideología republicana liberal. Dos días después, la Guardia Civil irrumpía en el domicilio de Josefa Bayod –o Bayot– Ribas ante la sospecha de que su esposo e hijo, guerrilleros ambos, solían pernoctar en la casa. Al no conseguir localizarlos, los agentes decidieron llevarse consigo a Bayod Ribas, a la que confinaron en Mas de las Matas para conducirla a la cárcel de Alcañiz junto a los capturados en La Cañada de Verich después de dos días de interrogatorio.
En fechas similares fueron también apresadas e internadas en Alcañiz otras personas intervinientes en los acontecimientos de Monroyo: natural de Aguaviva y esposa del maquis José Mir Ciprés, Aurora Piñana Clemente; de Mas del Labrador, Genaro Fuster; de Valdeltormo, Rogelio Cuartilla; y de La Fresneda, Eleuterio Simó y Bárbara García Lapardina. La madrugada del 11 de noviembre, guardias civiles extrajeron al grupo de la prisión y, tomando la carretera de Morella, lo condujeron hasta un punto próximo a los terrenos de explotación agraria conocidos como Mas de la Serra, en el término municipal de Monroyo y a 5 km del núcleo de población. Allí, hicieron descender del vehículo a los prisioneros y los fusilaron en una cuneta de la vía. Estas fueron las víctimas de aquella acción, según edad y origen conocidos:
| Josefa Bayod Ribas       | 50          | La Ginebrosa     |
| Aurelio Boj Guasch       | 31          | La Ginebrosa     |
| Rogelio Cuartilla        | desconocida | Valdeltormo      |
| Genaro Fuster            | desconocida | Mas del Labrador |
| Bárbara García Lapardina | 63          | La Fresneda      |
| José Mir Pastor          | 39          | La Ginebrosa     |
| Aurora Piñana Clemente   | desconocida | Aguaviva         |
| Eleuterio Simó           | desconocida | La Fresneda      |
| Fuente: varias.          |             |                  |

Los cuerpos sin vida de los asesinados fueron abandonados en el mismo lugar donde cayeron fulminados, y sus victimarios se marcharon de la escena. Un camionero que transitaba por la zona descubrió los cadáveres y lo denunció en el puesto de la Guardia Civil de Monroyo. Personados allí los guardias, ordenaron a un jornalero que llevase en su carro los cuerpos hasta el cementerio parroquial de la localidad, donde al día siguiente fueron depositados en una fosa común ya excavada por parte de unos vecinos.

## Repercusiones
A preguntas de los familiares de las víctimas el 12 de noviembre de 1947, los responsables de la cárcel de Alcañiz manifestaron haber liberado a los arrestados la noche anterior, y que por entonces debían estar «con los maquis en el monte o en Francia». Sánchez Cervelló y Llauradó (2003) describen que la noticia de la matanza no tardó en llegar a las guerrillas y en concreto al marido de Aurora Piñana, José Mir Ciprés «Cona», que habrían planeado un contragolpe que materializaron en el curso de otra incursión en el área de Monroyo. Con todo, la situación en el conflicto pasó a favorecer a las autoridades, y la campaña represiva del general Pizarro consiguió disminuir la actividad de los grupos guerrilleros, haciendo de 1947 «el año duro de la represión al maquis y a su entorno de apoyo rural».
Las familias de las víctimas no lograron obtener avances en cuanto a la localización de sus parientes desaparecidos hasta 2003, cuando coordinaron sus esfuerzos junto a la asociación La Gavilla Verde para intentar proceder a la exhumación de la fosa en el cementerio de Monroyo, donde testigos apuntaban que habrían sido sepultados. Sin embargo, la oposición del alcalde de dicho municipio impidió durante cuatro años la pretensión de familias y voluntarios de iniciar los trabajos, aun cuando el justicia de Aragón emitió dos resoluciones conminando al regidor a conceder el permiso y la Delegación del Gobierno en Aragón trató de mediar en el mismo sentido. Finalmente, en noviembre de 2007 comenzó una excavación desarrollada por el Grupo Arqueolab en virtud de una moción aprobada por el pleno del Ayuntamiento, si bien la búsqueda resultó infructuosa al no hallar resto alguno en los dos lugares señalados por testimonios directos.
Aunque los arqueólogos no encontraron los cuerpos de los desaparecidos, sí documentaron la presencia de cal en una fosa de grandes dimensiones, indicativo de que pudo haber sido utilizada para albergar un enterramiento colectivo en el pasado. Se barajó entonces la posibilidad de que los restos humanos pudieran haber sido encontrados en el proceso de remoción de tierra para una fosa posterior, y que se hubieran depositado en un osario. No obstante, meses después de la exhumación fallida, La Gavilla Verde descubrió un documento de 1958 en el archivo del Gobierno civil de Teruel, en respuesta a una circular del Ministerio de la Gobernación en la que se daban instrucciones para el traslado al Valle de los Caídos de los restos de personas que hubieran fallecido combatiendo por los sublevados en la guerra civil y cuyas familias no los hubiesen reclamado. El Gobierno civil había respondido haciendo referencia a una fosa común con 14 individuos en el cementerio de Monroyo, observando la imposibilidad de identificarlos o siquiera individualizarlos. El hallazgo simultáneo de una carta del mismo período al carpintero de Monroyo encargando cajas para el traslado de cadáveres vino a confirmar las sospechas de la asociación de que los desaparecidos pudieran haber sido llevados clandestinamente al Valle de los Caídos, pero la falta de identificaciones en la mencionada fosa impidió cualquier constancia documental de su presencia en el monumento madrileño.
En agosto de 2008 fue inaugurado un monolito en el cementerio de Monroyo, en conmemoración a los represaliados el 11 de noviembre de 1947.